# Nowruz-Ölfeld
Das Nowruz-Ölfeld (von persisch Nouruz ‚Neues Jahr‘) ist ein iranisches Offshore-Ölfeld im Persischen Golf. Es wurde 1966 entdeckt und liegt 93 km nordwestlich von der zu Iran gehörenden Insel Charg. Etwa 53 km entfernt befindet sich das Soroush-Ölfeld.

## Vorfälle 1983
Im Jahr 1983, vor dem Hintergrund des Ersten Golfkriegs, kam es zu einer der größten Ölkatastrophen weltweit. Am 10. Februar 1983 kollidierte ein Tanker mit einer Ölplattform. Im März 1983 beschossen irakische Helikopter die Ölplattform.